# Eliminatórias para o Campeonato Africano das Nações de 2025
As Eliminatórias para o Campeonato Africano das Nações de 2025 foi uma competição de futebol na qual foram definidas as 24 seleções que irão participar do Campeonato Africano das Nações de 2025.

## Formato
Composta por duas etapas, as eliminatórias começaram com uma rodada preliminar, disputada em jogos de ida e volta, envolvendo 8 equipes determinadas pelo ranking da FIFA de fevereiro de 2024. Os vencedores avançaram para a fase de grupos, juntando-se às 44 seleções restantes que entraram diretamente. As 44 equipes foram divididas em doze grupos de 4 equipes cada e os dois primeiros colocados de cada grupo se classificaram para o Campeonato Africano das Nações de 2025.

## Seleções participantes
Eritreia e Seicheles foram excluídas das eliminatórias.
| Entram diretamente na fase de grupos | Entram na rodada preliminar |
| --- | --- |
| 1. Marrocos (12; sede) 2. Senegal (17) 3. Nigéria (28) 4. Egito (36) 5. Costa do Marfim (39) 6. Tunísia (41) 7. Argélia (43) 8. Mali (47) 9. Camarões (51) 10. África do Sul (58) 11. Burquina Fasso (61) 12. RD Congo (63) 13. Cabo Verde (65) 14. Gana (67) 15. Guiné (76) 16. Guiné Equatorial (79) 17. Gabão (84) 18. Zâmbia (87) 19. Uganda (92) 20. Angola (93) 21. Benim (98) 22. Mauritânia (106) 23. Namíbia (107) 24. Madagascar (109) 25. Moçambique (110) 26. Quénia (111) 27. Congo (112) 28. Togo (116) 29. Guiné-Bissau (118) 30. Tanzânia (119) 31. Líbia (120) 32. Comores (121) 33. Malawi (122) 34. Zimbabwe (124) 35. Serra Leoa (126) 36. Sudão (127) 37. Níger (128) 38. República Centro-Africana (129) 39. Gâmbia (130) 40. Ruanda (133) 41. Burundi (140) 42. Etiópia (145) 43. Botsuana (146) 44. Lesoto (148) | 1. Essuatíni (149) 2. Libéria (152) 3. Sudão do Sul (166) 4. Maurícia (177) 5. Chade (181) 6. São Tomé e Príncipe (191) 7. Djibouti (192) 8. Somália (198) |

## Calendário
O calendário compreendeu as seguintes datas:
| Fase              | Rodada   | Datas                     |
| ----------------- | -------- | ------------------------- |
| Rodada preliminar | Ida      | 18–22 de março de 2024    |
| Rodada preliminar | Volta    | 22–26 de março de 2024    |
| Fase de grupos    | Primeira | 2–10 de setembro de 2024  |
| Fase de grupos    | Segunda  | 2–10 de setembro de 2024  |
| Fase de grupos    | Terceira | 7–15 de outubro de 2024   |
| Fase de grupos    | Quarta   | 7–15 de outubro de 2024   |
| Fase de grupos    | Quinta   | 11–19 de novembro de 2024 |
| Fase de grupos    | Sexta    | 11–19 de novembro de 2024 |

## Rodada preliminar
O sorteio para esta fase foi realizado em 20 de fevereiro de 2024 na sede da CAF no Cairo, Egito. Os vencedores avançaram para a fase de grupos.
| Equipe 1            | Total    | Equipe 2     | 1.º jogo | 2.º jogo |
| ------------------- | -------- | ------------ | -------- | -------- |
| Somália             | 2–5      | Essuatíni    | 0–3      | 2–2      |
| São Tomé e Príncipe | 1–1 (gf) | Sudão do Sul | 1–1      | 0–0      |
| Chade               | 3–1      | Maurícia     | 2–4      | 0–1      |
| Djibouti            | 0–2      | Libéria      | 0–2      | 0–0      |

## Fase de grupos

### Sorteio
O sorteio para esta fase foi realizado em 4 de julho de 2024 em Joanesburgo na África do Sul. A distribuição dos potes levou em consideração o ranking da FIFA publicado em junho de 2024.
| Pote 1 | Pote 2 | Pote 3 | Pote 4 |
| --- | --- | --- | --- |
| Marrocos (12; sede) Senegal (18) Egito (36) Costa do Marfim (37) Nigéria (38) Tunísia (41) Argélia (44) Camarões (49) Mali (50) África do Sul (59) RD Congo (61) Gana (64) | Cabo Verde (65) Burquina Fasso (67) Guiné (77) Gabão (83) Guiné Equatorial (89) Zâmbia (90) Benim (91) Angola (92) Uganda (94) Namíbia (97) Moçambique (103) Madagascar (104) | Quénia (108) Mauritânia (112) Congo (113) Tanzânia (114) Guiné-Bissau (115) Líbia (118) Comores (119) Togo (120) Sudão (121) Serra Leoa (122) Malawi (125) República Centro-Africana (127) | Níger (128) Zimbabwe (129) Ruanda (131) Gâmbia (132) Burundi (140) Libéria (142) Etiópia (143) Botsuana (145) Lesoto (149) Essuatíni (154) Sudão do Sul (167) Chade (178) |

### Grupo A
| Pos | Equipe     | Pts | J | V | E | D | GP | GC | SG | Classificado                           |  |     |     |     |     |
| --- | ---------- | --- | - | - | - | - | -- | -- | -- | -------------------------------------- |  | --- | --- | --- | --- |
| 1   | Comores    | 12  | 6 | 3 | 3 | 0 | 7  | 4  | +3 | Campeonato Africano das Nações de 2025 |  | —   | 1–1 | 1–1 | 1–0 |
| 2   | Tunísia    | 10  | 6 | 3 | 1 | 2 | 7  | 6  | +1 | Campeonato Africano das Nações de 2025 |  | 0–1 | —   | 0–1 | 1–0 |
| 3   | Gâmbia     | 8   | 6 | 2 | 2 | 2 | 6  | 6  | 0  | Eliminado                              |  | 1–2 | 1–2 | —   | 1–0 |
| 4   | Madagascar | 2   | 6 | 0 | 2 | 4 | 4  | 8  | −4 | Eliminado                              |  | 1–1 | 2–3 | 1–1 | —   |

### Grupo B
| Pos | Equipe                    | Pts | J | V | E | D | GP | GC | SG  | Classificado                           |  |     |     |     |     |
| --- | ------------------------- | --- | - | - | - | - | -- | -- | --- | -------------------------------------- |  | --- | --- | --- | --- |
| 1   | Marrocos                  | 18  | 6 | 6 | 0 | 0 | 26 | 2  | +24 | Campeonato Africano das Nações de 2025 |  | —   | 4–1 | 7–0 | 5–0 |
| 2   | Gabão                     | 10  | 6 | 3 | 1 | 2 | 7  | 9  | −2  | Campeonato Africano das Nações de 2025 |  | 1–5 | —   | 0–0 | 2–0 |
| 3   | Lesoto                    | 4   | 6 | 1 | 1 | 4 | 2  | 13 | −11 | Eliminado                              |  | 0–1 | 0–2 | —   | 1–0 |
| 4   | República Centro-Africana | 3   | 6 | 1 | 0 | 5 | 3  | 14 | −11 | Eliminado                              |  | 0–4 | 0–1 | 3–1 | —   |

1. ↑  Marrocos já se classificou como país anfitrião.

### Grupo C
| Pos | Equipe     | Pts | J | V | E | D | GP | GC | SG  | Classificado                           |  |     |     |     |     |
| --- | ---------- | --- | - | - | - | - | -- | -- | --- | -------------------------------------- |  | --- | --- | --- | --- |
| 1   | Egito      | 14  | 6 | 4 | 2 | 0 | 12 | 2  | +10 | Campeonato Africano das Nações de 2025 |  | —   | 1–1 | 2–0 | 3–0 |
| 2   | Botsuana   | 8   | 6 | 2 | 2 | 2 | 4  | 7  | −3  | Campeonato Africano das Nações de 2025 |  | 0–4 | —   | 1–1 | 1–0 |
| 3   | Mauritânia | 7   | 6 | 2 | 1 | 3 | 3  | 6  | −3  | Eliminado                              |  | 0–1 | 1–0 | —   | 1–0 |
| 4   | Cabo Verde | 4   | 6 | 1 | 1 | 4 | 3  | 7  | −4  | Eliminado                              |  | 1–1 | 0–1 | 2–0 | —   |

### Grupo D
| Pos | Equipe  | Pts | J | V | E | D | GP | GC | SG | Classificado                           |  |     |     |     |     |
| --- | ------- | --- | - | - | - | - | -- | -- | -- | -------------------------------------- |  | --- | --- | --- | --- |
| 1   | Nigéria | 11  | 6 | 3 | 2 | 1 | 9  | 3  | +6 | Campeonato Africano das Nações de 2025 |  | —   | 3–0 | 1–2 | 1–0 |
| 2   | Benim   | 8   | 6 | 2 | 2 | 2 | 7  | 7  | 0  | Campeonato Africano das Nações de 2025 |  | 1–1 | —   | 3–0 | 2–1 |
| 3   | Ruanda  | 8   | 6 | 2 | 2 | 2 | 5  | 7  | −2 | Eliminado                              |  | 0–0 | 2–1 | —   | 0–1 |
| 4   | Líbia   | 5   | 6 | 1 | 2 | 3 | 3  | 7  | −4 | Eliminado                              |  | 0–3 | 0–0 | 1–1 | —   |

1. ↑  A Nigéria foi declarada como vencedora da partida por 3–0 após a equipe nigeriana ter ficado presa no aeroporto por mais de 12 horas após a chegada na Líbia. Isso levou a Federação Nigeriana de Futebol a se recusar a jogar.[7]

### Grupo E
| Pos | Equipe           | Pts | J | V | E | D | GP | GC | SG  | Classificado                           |  |     |     |     |     |
| --- | ---------------- | --- | - | - | - | - | -- | -- | --- | -------------------------------------- |  | --- | --- | --- | --- |
| 1   | Argélia          | 16  | 6 | 5 | 1 | 0 | 16 | 2  | +14 | Campeonato Africano das Nações de 2025 |  | —   | 2–0 | 5–1 | 5–1 |
| 2   | Guiné Equatorial | 8   | 6 | 2 | 2 | 2 | 5  | 8  | −3  | Campeonato Africano das Nações de 2025 |  | 0–0 | —   | 2–2 | 1–0 |
| 3   | Togo             | 5   | 6 | 1 | 2 | 3 | 7  | 10 | −3  | Eliminado                              |  | 0–1 | 3–0 | —   | 1–1 |
| 4   | Libéria          | 4   | 6 | 1 | 1 | 4 | 4  | 12 | −8  | Eliminado                              |  | 0–3 | 1–2 | 1–0 | —   |

### Grupo F
| Pos | Equipe | Pts | J | V | E | D | GP | GC | SG | Classificado                           |  |     |     |     |     |
| --- | ------ | --- | - | - | - | - | -- | -- | -- | -------------------------------------- |  | --- | --- | --- | --- |
| 1   | Angola | 14  | 6 | 4 | 2 | 0 | 7  | 2  | +5 | Campeonato Africano das Nações de 2025 |  | —   | 2–1 | 2–0 | 1–1 |
| 2   | Sudão  | 8   | 6 | 2 | 2 | 2 | 4  | 6  | −2 | Campeonato Africano das Nações de 2025 |  | 0–0 | —   | 1–0 | 2–0 |
| 3   | Níger  | 7   | 6 | 2 | 1 | 3 | 7  | 6  | +1 | Eliminado                              |  | 0–1 | 4–0 | —   | 1–1 |
| 4   | Gana   | 3   | 6 | 0 | 3 | 3 | 3  | 7  | −4 | Eliminado                              |  | 0–1 | 0–0 | 1–2 | —   |

### Grupo G
| Pos | Equipe          | Pts | J | V | E | D | GP | GC | SG | Classificado                           |  |     |     |     |     |
| --- | --------------- | --- | - | - | - | - | -- | -- | -- | -------------------------------------- |  | --- | --- | --- | --- |
| 1   | Zâmbia          | 13  | 6 | 4 | 1 | 1 | 7  | 4  | +3 | Campeonato Africano das Nações de 2025 |  | —   | 1–0 | 3–2 | 0–0 |
| 2   | Costa do Marfim | 12  | 6 | 4 | 0 | 2 | 12 | 3  | +9 | Campeonato Africano das Nações de 2025 |  | 2–0 | —   | 4–1 | 4–0 |
| 3   | Serra Leoa      | 5   | 6 | 1 | 2 | 3 | 5  | 10 | −5 | Eliminado                              |  | 0–2 | 1–0 | —   | 0–0 |
| 4   | Chade           | 3   | 6 | 0 | 3 | 3 | 1  | 8  | −7 | Eliminado                              |  | 0–1 | 0–2 | 1–1 | —   |

### Grupo H
| Pos | Equipe   | Pts | J | V | E | D | GP | GC | SG | Classificado                           |  |     |     |     |     |
| --- | -------- | --- | - | - | - | - | -- | -- | -- | -------------------------------------- |  | --- | --- | --- | --- |
| 1   | RD Congo | 12  | 6 | 4 | 0 | 2 | 7  | 3  | +4 | Campeonato Africano das Nações de 2025 |  | —   | 1–0 | 1–0 | 1–2 |
| 2   | Tanzânia | 10  | 6 | 3 | 1 | 2 | 5  | 4  | +1 | Campeonato Africano das Nações de 2025 |  | 0–2 | —   | 1–0 | 0–0 |
| 3   | Guiné    | 9   | 6 | 3 | 0 | 3 | 9  | 5  | +4 | Eliminado                              |  | 1–0 | 1–2 | —   | 4–1 |
| 4   | Etiópia  | 4   | 6 | 1 | 1 | 4 | 3  | 12 | −9 | Eliminado                              |  | 0–2 | 0–2 | 0–3 | —   |

### Grupo I
| Pos | Equipe       | Pts | J | V | E | D | GP | GC | SG  | Classificado                           |  |     |     |     |     |
| --- | ------------ | --- | - | - | - | - | -- | -- | --- | -------------------------------------- |  | --- | --- | --- | --- |
| 1   | Mali         | 14  | 6 | 4 | 2 | 0 | 10 | 1  | +9  | Campeonato Africano das Nações de 2025 |  | —   | 1–1 | 1–0 | 6–0 |
| 2   | Moçambique   | 11  | 6 | 3 | 2 | 1 | 9  | 5  | +4  | Campeonato Africano das Nações de 2025 |  | 0–1 | —   | 2–1 | 1–1 |
| 3   | Guiné-Bissau | 5   | 6 | 1 | 2 | 3 | 4  | 6  | −2  | Eliminado                              |  | 0–0 | 1–2 | —   | 1–0 |
| 4   | Essuatíni    | 2   | 6 | 0 | 2 | 4 | 2  | 13 | −11 | Eliminado                              |  | 0–1 | 0–3 | 1–1 | —   |

### Grupo J
| Pos | Equipe   | Pts | J | V | E | D | GP | GC | SG | Classificado                           |  |     |     |     |     |
| --- | -------- | --- | - | - | - | - | -- | -- | -- | -------------------------------------- |  | --- | --- | --- | --- |
| 1   | Camarões | 14  | 6 | 4 | 2 | 0 | 8  | 2  | +6 | Campeonato Africano das Nações de 2025 |  | —   | 2–1 | 4–1 | 1–0 |
| 2   | Zimbabwe | 9   | 6 | 2 | 3 | 1 | 6  | 4  | +2 | Campeonato Africano das Nações de 2025 |  | 0–0 | —   | 1–1 | 3–1 |
| 3   | Quénia   | 6   | 6 | 1 | 3 | 2 | 4  | 7  | −3 | Eliminado                              |  | 0–1 | 0–0 | —   | 0–0 |
| 4   | Namíbia  | 2   | 6 | 0 | 2 | 4 | 2  | 7  | −5 | Eliminado                              |  | 0–0 | 0–1 | 1–2 | —   |

### Grupo K
| Pos | Equipe        | Pts | J | V | E | D | GP | GC | SG  | Classificado                           |  |     |     |     |     |
| --- | ------------- | --- | - | - | - | - | -- | -- | --- | -------------------------------------- |  | --- | --- | --- | --- |
| 1   | África do Sul | 14  | 6 | 4 | 2 | 0 | 16 | 5  | +11 | Campeonato Africano das Nações de 2025 |  | —   | 2–2 | 5–0 | 3–0 |
| 2   | Uganda        | 13  | 6 | 4 | 1 | 1 | 8  | 5  | +3  | Campeonato Africano das Nações de 2025 |  | 0–2 | —   | 2–0 | 1–0 |
| 3   | Congo         | 4   | 6 | 1 | 1 | 4 | 4  | 12 | −8  | Eliminado                              |  | 1–1 | 0–1 | —   | 1–0 |
| 4   | Sudão do Sul  | 3   | 6 | 1 | 0 | 5 | 6  | 12 | −6  | Eliminado                              |  | 2–3 | 1–2 | 3–2 | —   |

### Grupo L
| Pos | Equipe         | Pts | J | V | E | D | GP | GC | SG | Classificado                           |  |     |     |     |     |
| --- | -------------- | --- | - | - | - | - | -- | -- | -- | -------------------------------------- |  | --- | --- | --- | --- |
| 1   | Senegal        | 16  | 6 | 5 | 1 | 0 | 10 | 1  | +9 | Campeonato Africano das Nações de 2025 |  | —   | 1–1 | 2–0 | 4–0 |
| 2   | Burquina Fasso | 10  | 6 | 3 | 1 | 2 | 10 | 7  | +3 | Campeonato Africano das Nações de 2025 |  | 0–1 | —   | 4–1 | 3–1 |
| 3   | Burundi        | 4   | 6 | 1 | 1 | 4 | 4  | 11 | −7 | Eliminado                              |  | 0–1 | 0–2 | —   | 0–0 |
| 4   | Malawi         | 4   | 6 | 1 | 1 | 4 | 6  | 11 | −5 | Eliminado                              |  | 0–1 | 3–0 | 2–3 | —   |

## Seleções classificadas

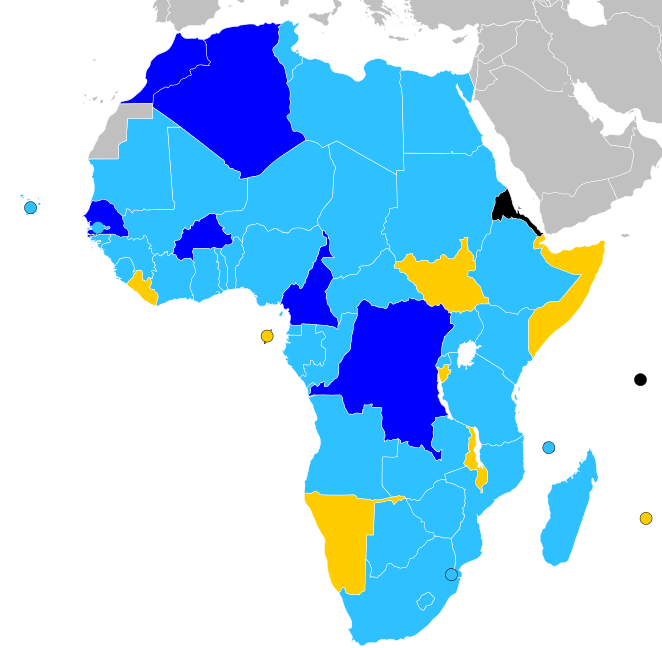
Classificado
Não se classificou
Desistiu ou não entrou
Não filiado à CAF

| País             | Classificado como         | Data da classificação  | Participação | Melhor resultado                                    |
| ---------------- | ------------------------- | ---------------------- | ------------ | --------------------------------------------------- |
| Marrocos         | Anfitrião                 | 27 de setembro de 2023 | 20ª          | Campeão (1976)                                      |
| Burquina Fasso   | Segundo lugar do Grupo L  | 13 de outubro de 2024  | 14ª          | Vice-campeão (2013)                                 |
| Argélia          | Primeiro lugar do Grupo E | 14 de outubro de 2024  | 21ª          | Campeão (1990 e 2019)                               |
| Camarões         | Primeiro lugar do Grupo J | 14 de outubro de 2024  | 22ª          | Campeão (1984, 1988, 2000, 2002 e 2017)             |
| RD Congo         | Primeiro lugar do Grupo H | 15 de outubro de 2024  | 21ª          | Campeão (1968 e 1974)                               |
| Senegal          | Primeiro lugar do Grupo L | 15 de outubro de 2024  | 18ª          | Campeão (2021)                                      |
| Egito            | Primeiro lugar do Grupo C | 15 de outubro de 2024  | 27ª          | Campeão (1957, 1959, 1986, 1998, 2006, 2008 e 2010) |
| Angola           | Primeiro lugar do Grupo F | 15 de outubro de 2024  | 10ª          | Quartas de final (2008, 2010 e 2023)                |
| Guiné Equatorial | Segundo lugar do Grupo E  | 13 de novembro de 2024 | 5ª           | 4º lugar (2015)                                     |
| Costa do Marfim  | Segundo lugar do Grupo G  | 13 de novembro de 2024 | 26ª          | Campeão (1992, 2015 e 2023)                         |
| Gabão            | Segundo lugar do Grupo B  | 14 de novembro de 2024 | 9ª           | Quartas de final (1996 e 2012)                      |
| Uganda           | Segundo lugar do Grupo K  | 14 de novembro de 2024 | 8ª           | Vice-campeão (1978)                                 |
| África do Sul    | Primeiro lugar do Grupo K | 14 de novembro de 2024 | 12ª          | Campeão (1996)                                      |
| Tunísia          | Segundo lugar do Grupo A  | 14 de novembro de 2024 | 22ª          | Campeão (2004)                                      |
| Nigéria          | Primeiro lugar do Grupo D | 14 de novembro de 2024 | 21ª          | Campeão (1980, 1994 e 2013)                         |
| Mali             | Primeiro lugar do Grupo I | 15 de novembro de 2024 | 14ª          | Vice-campeão (1972)                                 |
| Zâmbia           | Primeiro lugar do Grupo G | 15 de novembro de 2024 | 19ª          | Campeão (2012)                                      |
| Zimbabwe         | Segundo lugar do Grupo J  | 15 de novembro de 2024 | 6ª           | Fase de grupos (2004, 2006, 2017, 2019 e 2021)      |
| Comores          | Primeiro lugar do Grupo A | 15 de novembro de 2024 | 2ª           | Oitavas de final (2021)                             |
| Benim            | Segundo lugar do Grupo D  | 18 de novembro de 2024 | 5ª           | Quartas de final (2019)                             |
| Sudão            | Segundo lugar do Grupo F  | 18 de novembro de 2024 | 10ª          | Campeão (1957)                                      |
| Tanzânia         | Segundo lugar do Grupo H  | 19 de novembro de 2024 | 4ª           | Fase de grupos (1980, 2019 e 2023)                  |
| Botsuana         | Segundo lugar do Grupo C  | 19 de novembro de 2024 | 2ª           | Fase de grupos (2012)                               |
| Moçambique       | Segundo lugar do Grupo I  | 19 de novembro de 2024 | 6ª           | Fase de grupos (1986, 1996, 1998, 2010 e 2023)      |